# The Gunns
The Gunns, también apodados despectivamente Ass Boys, son un equipo de lucha libre profesional formado por los hermanos en la vida real Austin Gunn y Colten Gunn, que son hijos del luchador profesional Billy Gunn. Actualmente están compitiendo por All Elite Wrestling (AEW), donde son ex campeones mundiales en parejas de AEW y miembros de Bullet Club Gold.
Austin y Billy comenzaron a formar equipo en el circuito independiente en el 2017,  antes de que Austin debutara para AEW como compañero de equipo de su padre en el 2020. Los dos comenzaron a formar equipo como The Gunn Club. Se convirtieron en trío ese mismo año cuando Colten debutó en AEW y se unió al grupo; formaron equipo durante los siguientes dos años, hasta que Austin y Colten se volvieron contra Billy a favor de ponerse del lado de Stokely Hathaway en el 2022.  Pronto dejaron de usar el nombre de Gunn Club y comenzaron a referirse a sí mismos simplemente como "The Gunns". Lograron un gran éxito en 2023, ganando el Campeonato Mundial en Parejas de AEW.

## Historia

### Circuito independiente (2017-presente)
Austin Gunn hizo su debut en la lucha libre profesional el 18 de marzo del 2017, haciendo equipo con su padre Billy Gunn en un evento de Sunbelt Wrestling Entertainment contra Adam Rose, Deimos y Justin Oversheet en un combate de handicap, que ganaron Austin y Billy. El dúo de padre e hijo formaron equipo en algunas ocasiones más en el circuito independiente.
Austin y Colten Gunn ganarían su primer campeonato de lucha libre profesional en un evento Resurrection de New South Wrestling el 11 de marzo de 2022, donde derrotaron a TME (Duke Davis y Ganon Jones Jr.) para ganar el Campeonato en Parejas de New South. Dos semanas después, en Royal Glory, perdieron los títulos ante The Bad News Boyz (Brandon Tate y Brent Tate) en una lucha a tres bandas, en la que también participaron Facade y James Storm.

## AEW

### The Gunns (2022-presente)
Austin y Colten retomaron su alianza con Stokely Hathaway, ya que se unieron a su grupo de luchadores The Firm y cambiaron su nombre a The Gunns. Gunns comenzó a burlarse de FTR haciéndose pasar por ellos durante sus luchas, y también los atacó después de la lucha en Final Battle. Esto llevó a una lucha entre ambos equipos en el episodio Holiday Bash de AEW Dynamite,  que ganaron The Gunns.
En el episodio del 8 de febrero de Dynamite, Gunns derrotó a The Acclaimed para ganar los Campeonatos Mundiales en Parejas de AEW. Después de defender con éxito los títulos dos veces, The Gunns mencionaron a FTR entre los equipos que habían vencido durante una entrevista posterior a la lucha, lo que llevó a FTR a regresar a AEW y atacar a The Gunns. Posteriormente, The Gunn perdieron contra FTR en una lucha por el título contra la carrera en la edición del 5 de abril de Dynamite. Esto efectivamente disolvería The Firm, con los Gunn aliándose con Jay White y Juice Robinson de Bullet Club Gold..

### Apodo de Ass Boys
Si bien se les conoce oficialmente por su apellido (kayfabe), los Gunn también son conocidos a regañadientes como Ass Boys, en referencia al infame truco de Billy Gunn "Mr. Ass" en la Attitude Era que involucraba al mayor Gunn engañando a sus oponentes.
En noviembre del 2021, el luchador de Ring of Honor, Danhausen, comenzó una disputa en X con el Gunn Club, refiriéndose a Billy como "Billy Ass" y a Colten y Austin como The "Ass Boys". Si bien el propio Gunn inicialmente no hizo comentarios, el resto del Gunn Club despreció el apodo después de que los fanáticos comenzaron a cantar "Ass Boys" durante sus partidos, especialmente durante un evento de AEW en Chartway Arena en Norfolk, Virginia. Gunn finalmente comentó cuando sorprendió a sus hijos vistiendo una camiseta de "Ass Boys", animándolos a "abrazar el culo" e incluso comenzó a burlarse de la multitud nuevamente. Gunn también agradeció públicamente a Danhausen por ayudar a sus hijos de una manera que él no pudo.

## Campeonatos y logros
- All Elite Wrestling
  - Campeones Mundiales en Parejas de AEW (1 vez)[25]
  - AEW World Trios Championship -con Jay White (1 vez)
- New South Wrestling 
  - Campeones de Parejas del New South Wrestling  (1 vez)